# 春風やなぎ
春風 やなぎ（はるかぜ　やなぎ）は落語家・音曲師の名。現在は柳家さん喬門下に「柳家やなぎ」がいる。

## 春風 柳ないしやなぎ
（1832年11月 - 没年不詳・明治？）
最初、明治の初めに4代目金原亭馬生の門下で前名を貰って林々舎馬勇、1887年頃に3代目春風亭柳枝の門下で春風柳（表記は春風亭柳、春風亭やなぎ、春風柳、春風やなぎ、春か是柳、春か是やなぎ、等多岐にわたる。）明治20年代いっぱいで消息不明。

## 春風 やなぎ
前身は外国船路の船員。生来、美声の持ち主で独学で修行し評判を得ていた。
- 2代目三遊亭金馬にスカウトされ三遊亭市馬。

- 大正に入り4代目橘家圓蔵の門下で圓若。
- 1918年11月に高砂家鶴亀となる。
- 同年4代目春風亭柳枝の門下で春風亭やなぎに改名。
- 1920年12月に睦会で春風やなぎの名で真打昇進。当時、雷門志ん橋（山崎 角太郎）、雷門三升（増田 毅治）、春風亭梅枝（天野 三郎）、7代目春風亭柳枝（渡辺 金太郎）、9代目司馬龍生（浦島 四郎）、5代目三遊亭圓窓（村田 仙司）を入れた、7人同時真打で話題を呼んだ。
- 1925年正月に江戸家はじめとなるも同年に春風やなぎに復す。

音曲、都都逸、大津絵節等を得意とし真打昇進した辺りからかなりの人気を取ったがその後は下火になった。
- 1934年に引退をしている。

SPレコードはコロンビアから『大津絵・えとづくし』が昭和初期に吹き込んでいる。戦時中に没？。

## 柳家やなぎ
- 柳家やなぎ - 柳家さん喬門下。